# Unión Geográfica Internacional
Unión Geográfica Internacional (UGI) (en inglés International Geographical Union [IGU] y francés Union Géographique Internationale [UGI]) es una sociedad geográfica internacional. El primer Congreso Geográfico Internacional se llevó a cabo en Amberes en 1871. En los congresos subsecuentes se tomó la determinación de crear esta organización de forma permanente, consolidando su creación en 1922, durante el congreso de Bruselas, Bélgica. La Unión Geográfica Internacional cuenta con treinta y cuatro comisiones y cuatro grupos de trabajo. Entre las comisiones se encuentran la de Sostenibilidad del Agua, Sistemas Costeros, Geografía Política, Biogeografía y biodiversidad, y Geografía de la gobernabilidad.
La Unión Geográfica Internacional (UGI) está suscrita al Consejo Internacional para la Ciencia (en inglés International Council for Science [ICSU]) y al Consejo Internacional de Ciencias Sociales (en inglés Social Science Council [ISSC]), los cuales son organismos de coordinación para la organización internacional de la ciencia.
La presidencia del comité español de la UGI es desempeñada por la Real Sociedad Geográfica y la Asociación Española de Geografía.

## Objetivos
La Unión Geográfica Internacional tiene siete propósitos u objetivos:
1. Promover el estudio de los problemas geográficos.
2. Iniciar y coordinar la investigación geográfica que requiera la cooperación internacional y promover las deliberaciones y publicaciones científicas.
3. Facilitar la participación de los géografos en la labor de las organizaciones internacionales.
4. Facilitar la recopilación y difusión de datos geográficos y la documentación entre todos los países miembros.
5. Promover la celebración del congresos internacionales de geografía, así como conferencias y simposios regionales especializados relacionados con los objetivos de la Unión.
6. Participar de cualquiera otra forma apropiada para la cooperación internacional con el objetivo de avanzar en el estudio y la aplicación de la geografía.
7. Promover la normalización internacional, métodos de comparación, las nomenclaturas y los símbolos empleados en la geografía.

## Presidentes
Han presidido la Unión desde 1922 hasta la fecha:
- 1922-1924 Roland Napoléon Bonaparte, Francia.
- 1924-1928 Nicola Vacchelli, Italia.
- 1928-1931 Robert Bourgeois, Francia.
- 1931-1934 Isaiah Bowman, Estados Unidos.
- 1934-1938 Charles Close, Reino Unido.
- 1938-1949 Emmanuel de Martonne, Francia.
- 1949-1952 George B. Cressey, Estados Unidos.
- 1952-1956 L. Dudley Stamp, Reino Unido.
- 1956-1960 Hans W. Ahlmann, Suecia.
- 1960-1964 Carl Troll, Alemania.
- 1964-1968 Shiba P. Chatterjee, India
- 1968-1972 Stanislaw Leszczycki, Polonia.
- 1972–1976 Jean Dresch, Francia.
- 1976-1980 Michael J. Wise, Reino Unido.
- 1980-1984 Akin L. Mabogunje, Nigeria.
- 1984-1988 Peter Scott, Australia
- 1988-1992 Ronald J. Fuchs, Estados Unidos
- 1992-1996 Herman Th. Verstappen, Países Bajos.
- 1996-2000 Bruno Messerli, Suiza.
- 2000-2004 Anne Buttimer, Irlanda.
- 2004-2006 Adalberto Vallega, Italia, fallecido durante su gestión.
- 2006-2008 José Luis Palacio Prieto, México, vicepte, asumió el cargo provisional.
- 2008-2012 Ronald Francis Abler, Estados Unidos.
- desde 2012, Vladimir Kolossov, Academia de Ciencias de Rusia.

## Secretarios generales y tesoreros
- 1922-1928 Charles Close, Reino Unido.
- 1928-1931 Filippo de Filippi, Italia.
- 1931-1938 Emmanuel de Martonne, Francia.
- 1938-1949 Paul Michotte + Marguerite-Alice Lefèvre, Bélgica.
- 1949-1956 George H. T. Kimble, Canadá.
- 1956-1968 Hans Boesch, Suiza.
- 1968-1976 Chauncy D. Harris, Estados Unidos.
- 1976-1984 Walther Manshard, Alemania.
- 1984-1992 Leszek A. Kosinski, Canadá.
- 1992-2000 Eckart Ehlers, Alemania.
- 2000-2008 Ronald Francis Abler, Estados Unidos.
- 2008-2010 Woo-ik Yu, Corea del Sur.
- 2010- a la fecha Michael Meadows, Sudáfrica.

## Lista de congresos internacionales
1. – 1871 Amberes
2. – 1875 París
3. – 1881 Venecia
4. – 1889 París
5. – 1891 Berna
6. – 1895 Londres
7. – 1899 Berlín
8. – 1904 Washington
9. – 1908 Ginebra
10. – 1913 Roma
11. – 1925 El Cairo
12. – 1928 Cambridge
13. – 1931 París
14. – 1934 Varsovia
15. – 1938 Ámsterdam
16. – 1949 Lisboa
17. – 1952 Washington
18. – 1956 Río de Janeiro
19. – 1960 Estocolmo
20. – 1964 Londres
21. – 1968 N. Delhi
22. – 1972 Montreal
23. – 1976 Moscú
24. – 1980 Tokio
25. – 1984 París
26. – 1988 Sídney
27. – 1992 Washington
28. – 1996 La Haya
29. – 2000 Seúl
30. – 2004 Glasgow
31. – 2008 Túnez
32. – 2012 Colonia
33. – 2016 Pekín